# Kaan Dobra
Kaan Dobra (* 14. März 1972 in Głuchołazy, Polen (eigentl. Roman Dąbrowski)) ist ein ehemaliger polnischer Fußballspieler, der auch den türkischen Pass besitzt.

## Vereinskarriere
In der Jugend spielte der Mittelfeldspieler für LZS Meszno, Czarni Otmuchów, Unia Krapkowice. 1991 wechselte er schließlich zu Ruch Chorzów. In vier Jahren erzielte er in 79 Ligaspielen 19 Tore. 1994 wechselte er zu Kocaelispor in die Türkei. Hier spielte er bis 2002 und absolvierte 225 Ligaspiele, in denen er 65 mal traf. Mit Kocaelispor holte er 1997 und 2002 den türkischen Pokal. 2002 wechselte er zum türkischen Topklub Beşiktaş Istanbul. Mit Beşiktaş gewann er 2003 die türkische Meisterschaft. 2005 kehrte er wieder zu Kocaelispor zurück. Die Saison 2005/2006 verbrachte er dann bei Antalyaspor, bevor er 2006/2007 seine Karriere erneut bei Kocaelispor ausklingen ließ.

## Nationalmannschaft
In der polnischen Nationalmannschaft spielte er nie eine große Rolle. Von 1994 bis 2003 absolvierte er lediglich 5 Spiele für Polen.

## Erfolge
- Türkischer Meister (2003)
- Türkischer Pokalsieger (1997, 2002)

## Wissenswertes
Der gebürtige Pole Roman Dąbrowski nahm die türkische Staatsangehörigkeit und einen türkischen Namen (Kaan Dobra) an. Heute lebt er im türkischen Istanbul und ist Trainer bei Beşiktaş Istanbul.